# St. Maria (Köllme)

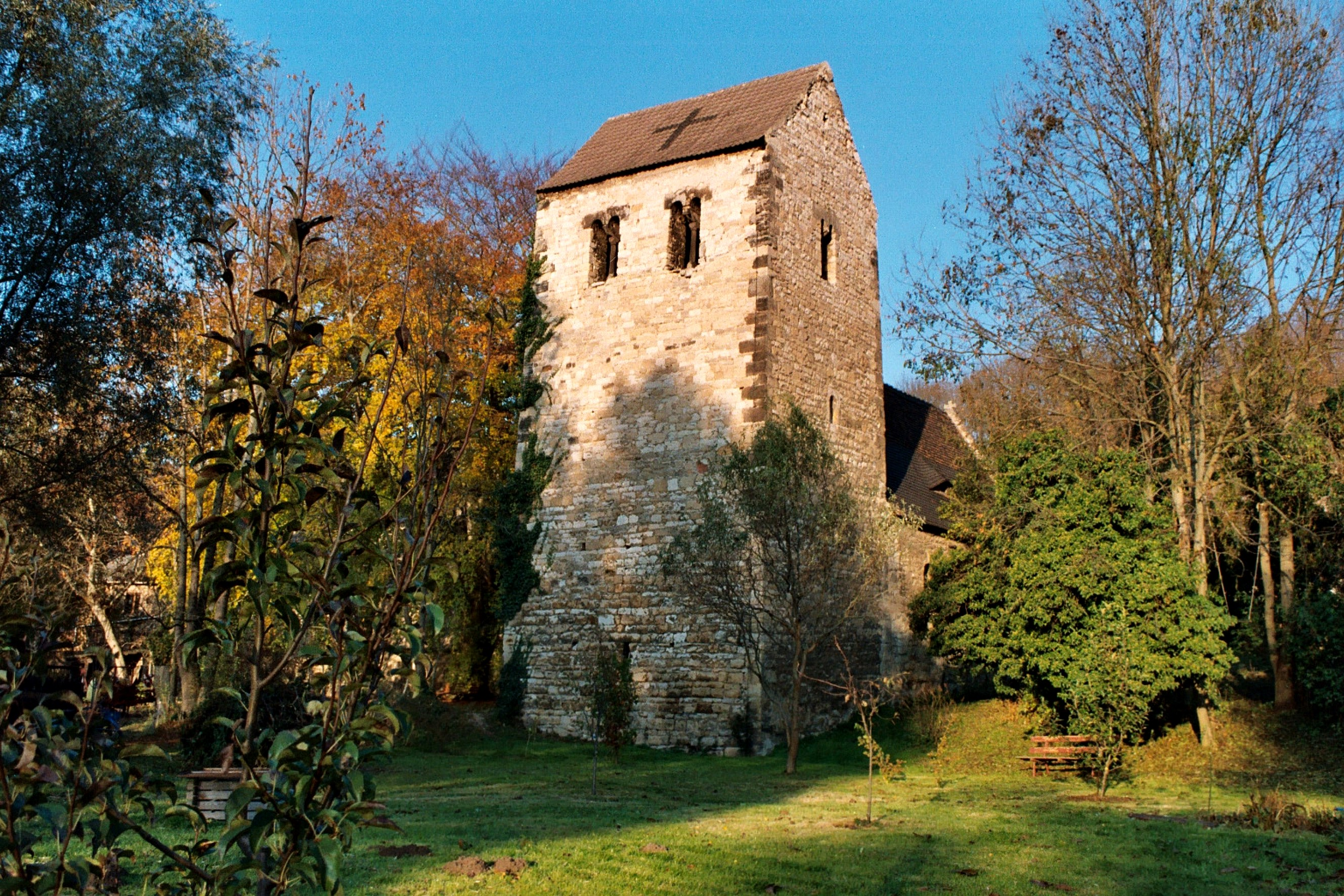
St. Maria in Köllme

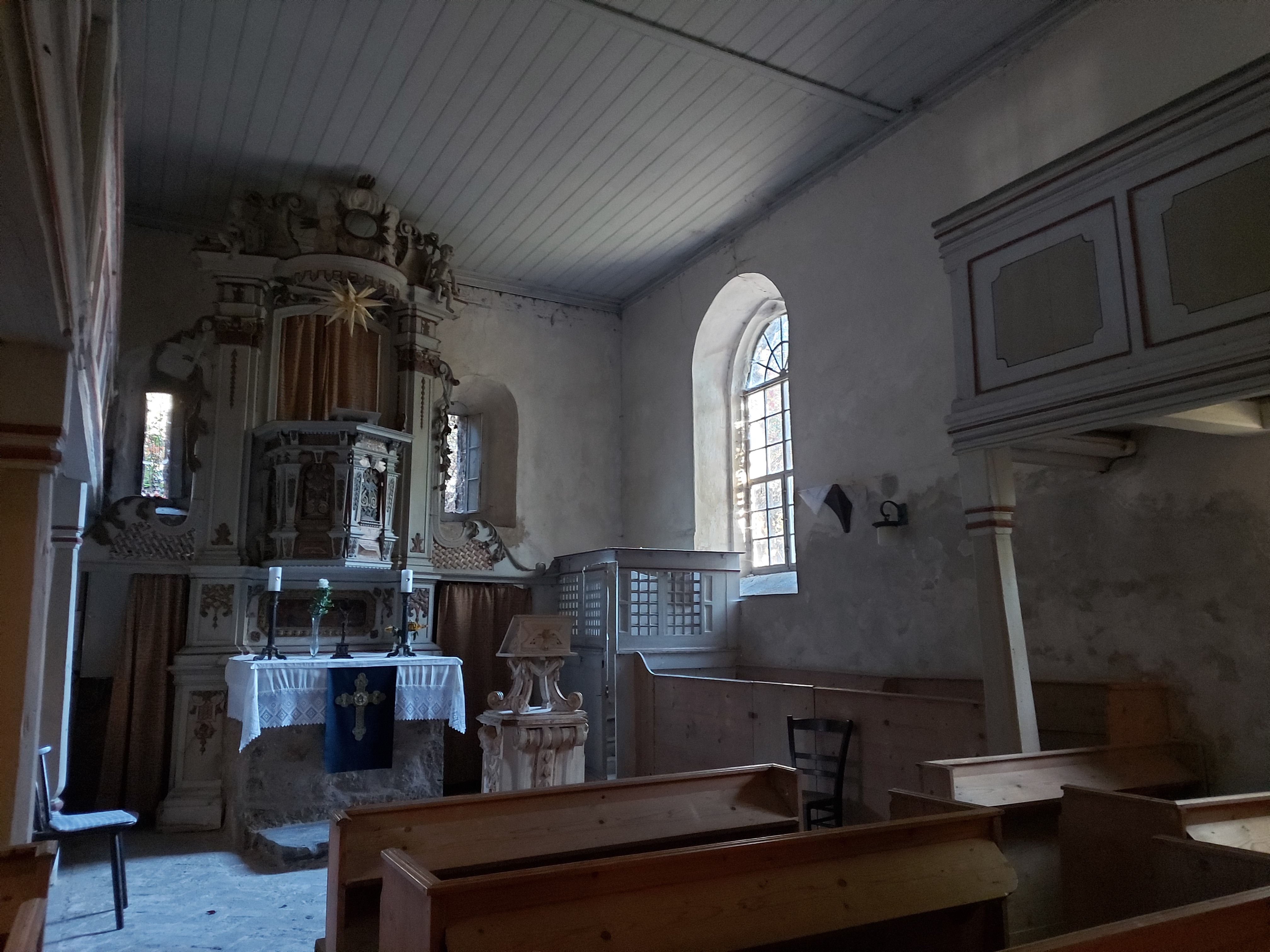
Blick ins Innere

St. Maria (auch St. Marien genannt) ist eine denkmalgeschützte Kirche im Ort Köllme des Ortsteils Zappendorf der Einheitsgemeinde Salzatal in Sachsen-Anhalt. Im örtlichen Denkmalverzeichnis ist sie unter der Erfassungsnummer 094 55405 als Baudenkmal verzeichnet. Sie gehört zum Pfarrbereich Schochwitz im Kirchenkreis Halle-Saalkreis der Evangelischen Kirche in Mitteldeutschland.

## Geschichte
Das Maria, der Mutter Jesu, geweihte Sakralgebäude befindet sich in der Straße Am Steinbruch in Köllme.
Aufgrund der Schallöffnungen des Kirchturms geht man davon aus, dass das Gebäude über 800 Jahre alt ist. Der Turm wurde im romanischen Baustil gebaut, während die Fenster des Kirchenschiffs klassizistisch sind und daher entweder ein Umbau des Kirchenschiffs erfolgte oder eine Reparatur nötig wurde.

## Ausstattung
Das Innere wird stark von der barocken Innenausstattung geprägt, die mit ihrem mächtigen Kanzelaltar das Innere dominiert. Rechts vom Altar ist eine kleine schlichte Pfarrloge zu finden. Die Empore umläuft U-förmig den Raum.

## Orgel

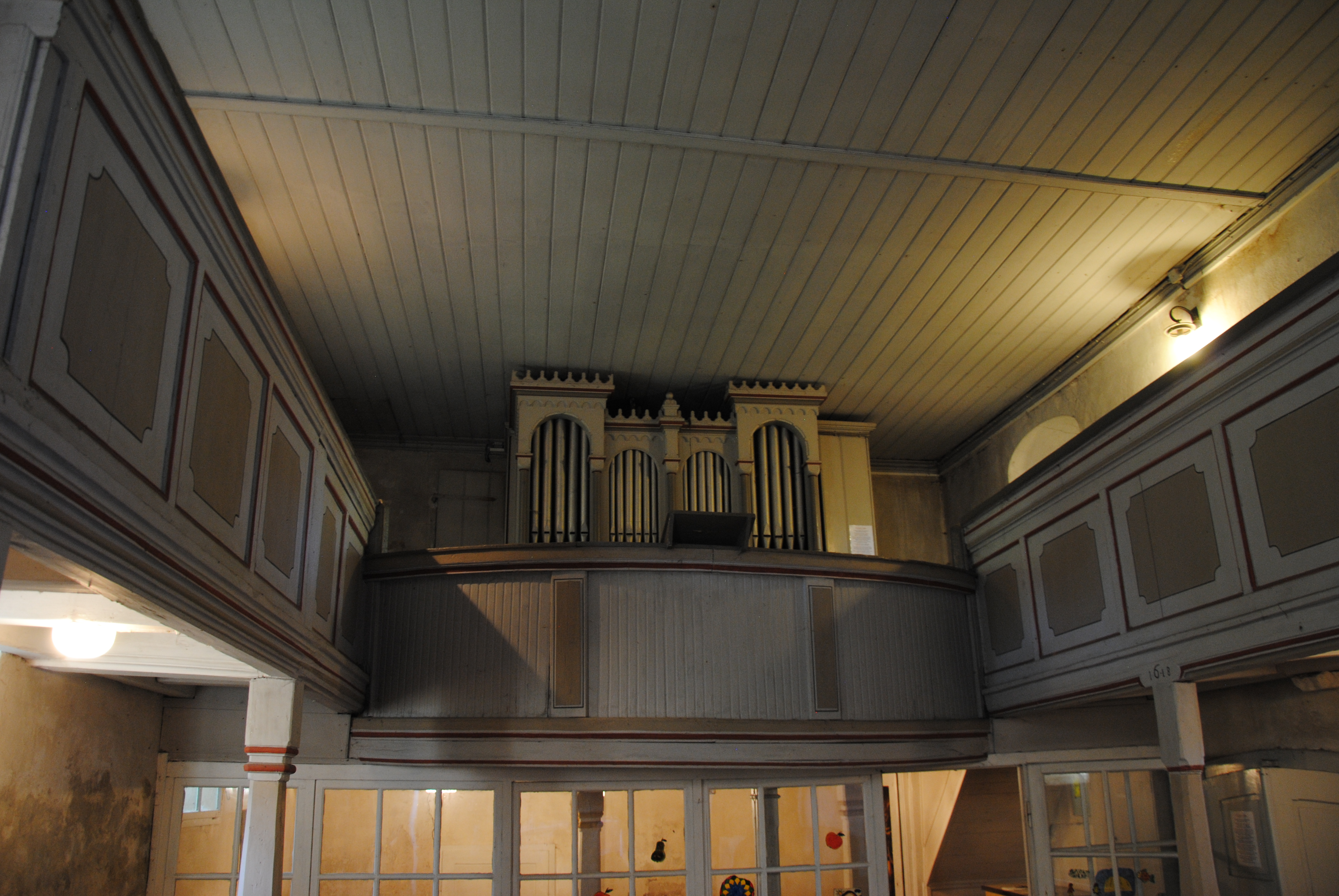
Blick zur Rühlmann-Orgel

Die Orgel, heute quasi unspielbar, schuf 1896 Wilhelm Rühlmann aus Zörbig als Opus 185 hinter einem barocken Prospekt. Das pneumatische Kegelladeninstrument besitzt acht Register auf einem Manual und Pedal. Durch seltene Nutzung der Kirche ist auch die Orgel zur Unspielbarkeit verkommen, nur wenige Töne lassen sich ihr noch entlocken.
| Manual C–f3 |                  |    |
| 1.          | Principal        | 8′ |
| 2.          | Hohlflöte        | 8′ |
| 3.          | Gamba            | 8′ |
| 4.          | Gedact           | 8′ |
| 5.          | Octave           | 4′ |
| 6.          | Flauto traverso0 | 4′ |

| Pedal C–d1 |                |     |
| 7.         | Subbass        | 16′ |
| 8.         | Principalbass0 | 8′  |

- Koppel: Pedalcoppel (I/P)
- Spielhilfen: Volles Werk, Calcant (außer Betrieb)

## Glocken
Der Kirchturm trägt zwei Glocken, deren kleinere 1601 von Georg Wolters, die größere 1598 durch Eckhart Kucher gegossen wurde. Beide Glocken läuten seit 2011 elektrisch angetrieben an geraden Jochen, ein drittes Gefach im Glockenstuhl ist leer.